# Euphorbia uniflora
Euphorbia uniflora är en törelväxtart som beskrevs av Constantine Samuel Rafinesque. Euphorbia uniflora ingår i släktet törlar, och familjen törelväxter. Inga underarter finns listade i Catalogue of Life.